# Masalit-Massaker
Die Masalit-Massaker im Sudan stellen eine Serie systematischer, ethnisch motivierter Gewaltakte dar, die seit dem Ausbruch des Kriegs im Sudan im April 2023 insbesondere in West-Darfur verübt wurden. Bewaffnete Milizen der Rapid Support Forces (RSF) und verbündete arabische Kämpfer verübten gezielte Angriffe auf die nicht-arabische Volksgruppe der Masalit, darunter Massenhinrichtungen, sexualisierte Gewalt, Verschleppungen und Vertreibungen. Die Gewalt kulminierte in großangelegten Massakern in den Städten al-Dschunaina, Misterel und Ardamata und führte zur Flucht von Hunderttausenden in den benachbarten Tschad. Menschenrechtsorganisationen und UN-Gremien werten die Angriffe als mögliche Kriegsverbrechen, Verbrechen gegen die Menschlichkeit und sehen Anzeichen eines Völkermords. Internationale Ermittlungen wurden eingeleitet, unter anderem durch den Internationalen Strafgerichtshof.

## Verlauf

### Vorgeschichte
Die ethnische Gewalt gegen Masalit steht in der Kontinuität früherer Konflikte in Darfur. Bereits in den 2000er Jahren waren Massalit Ziel von Angriffen durch die Dschandschawid-Milizen, aus denen später die Rapid Support Forces (RSF) hervorgingen. Die anhaltende Straflosigkeit, ungelöste Konflikte um Landrechte sowie die Auflösung der UNAMID-Friedensmission 2020 trugen maßgeblich zur Eskalation bei. Die zunehmende Militarisierung der Massalit-Gemeinschaft, unter anderem unter Anführung von Khamis Abbakar, war eine Reaktion auf wiederholte Übergriffe, konnte den systematischen Vernichtungsfeldzug der RSF nicht aufhalten.

### 2023
Schon kurz nach Ausbruch des Kriegs im Sudan im April 2023 kam es in Foro Baranga zu ersten gewalttätigen Auseinandersetzungen zwischen Masalit und arabischen Milizen der RSF, bei denen über 25 Menschen starben und rund 20.000 Menschen fliehen mussten. Kurz darauf eskalierten die Kämpfe in al-Dschunaina im Rahmen der Schlacht um al-Dschunaina. Dort wurden zwischen April und Juni tausende Masalit systematisch hingerichtet, Viertel niedergebrannt und Massengräber angelegt. Augenzeugen berichteten, dass „Kinder … aufgestapelt und erschossen“ wurden.
Im Mai 2023 fiel auch die Stadt Misterel den RSF-nahen Milizen zum Opfer: Innerhalb weniger Tage wurden bei einem gezielten Massaker mindestens 97 Masalit getötet, Häuser zerstört und der Rest der Bevölkerung in den Tschad vertrieben. Khamis Abbakar, seit 2021 Gouverneur von West-Darfur, wurde am 14. Juni 2023 nach seiner Gefangennahme durch RSF-Kräfte ermordet. Am 15. Juni verübten nach einer Dokumentation durch die Menschenrechtsorganisation Human Rights Watch RSF-Kämpfer einen besonders schweren Angriff, bei dem sie ein Krankenhaus stürmten und nahezu alle Patienten und Mitarbeitenden ermordeten.
Im November 2023 verübten die RSF und verbündete arabische Milizen über sechs Tage hinweg schwere Gräueltaten in Ardamata nahe al-Dschunaina: Mindestens 66 Masalit wurden allein am 5. November exekutiert, Hunderte verschleppt und viele vergewaltigt; etwa 20.000 flohen ins Nachbarland Tschad. UN-Berichte sprechen von bis zu 2.000 Getöteten und etwa 3.000 Verletzten.

## Gewaltmethoden
Gehäuft dokumentierte Menschenrechtsgruppen massenhafte Hinrichtungen, Folter, Vergewaltigungen, Plünderungen und die strategische Zerstörung von ziviler Infrastruktur in masalitischen Vierteln. RSF‑Milizen griffen gezielt medizinisches Personal, Anwälte, Lehrkräfte und lokale Autoritäten an, um jegliche formelle und informelle Widerstandsstrukturen zu zerschlagen. RSF-Milizen haben Frauen zur Zwangsprostitution versklavt.
Augenzeugen berichten, dass gezielt Masalit und andere Schwarze Bevölkerungsgruppen attackiert wurden.

## Opferzahlen
UN-Gutachten geben die Opferzahl allein in al-Dschunaina mit 10.000 bis 15.000 Toten allein zwischen April und Juni 2023 an. Zusätzlich wurden in Misterel und Ardamata Hunderte bis tausende Menschen getötet, Tausende verletzt. Binnen eines Jahres flohen mehr als eine halbe Million Masalit in den Tschad.

## Internationale Reaktionen und juristische Schritte
Die UN‑Sicherheitsorgane und das UN‑Menschenrechtsbüro verurteilen die Angriffe als ethnisch motivierte Massenverbrechen und empfehlen ein umfassendes Waffenembargo sowie eine internationale Mission, um die Zivilbevölkerung zu schützen. Human Rights Watch hält die dokumentierten Gewaltakte für Kriegsverbrechen, Verbrechen gegen die Menschlichkeit und möglicherweise Völkermord. Genocide Watch warnte im Oktober 2023 vor einem Völkermord.
Der Internationale Strafgerichtshof ermittelt  gegen führende Mitglieder der RSF, gestützt auf unter anderem durch von UN-Experten gesammelte Beweismittel. Im März 2025 erhob die sudanesische Regierung Klage beim Internationalen Gerichtshof gegen die Vereinigten Arabische Emirate wegen Unterstützung der RSF, mit dem Vorwurf, dadurch Genozid ermöglicht zu haben. Diese Klage wurde im Mai 2025 aufgrund formaler Gründe abgewiesen; der Internationale Gerichtshof habe keine Zuständigkeit, da die Vereinigten Arabischen Emirate bei der Ratifizierung der Genozidkonvention ausgeschlossen hatten, vor dem Internationalen Gerichtshof für Verletzungen der Konvention belangt zu werden.